# Скорпионовая черепаха

Скорпионовая черепаха (лат. Kinosternon scorpioides) — вид иловых черепах.

## Описание
Общая длина достигает 15—18 см. Наблюдается половой диморфизм: самцы крупнее самок. Голова умеренного размера, немного уплощена. Морда несколько заострённая, глаза большие. Карапакс немного овальный, центральная часть уплощена. По нему проходит 3 продольные киля. Ноги короткие. Пластрон состоит из 3 соединённых между собой частей. На кончике хвоста находится шип, благодаря чему черепаха напоминает скорпиона.
Голова, ноги и хвост серого цвета. Карапакс имеет коричневую окраску. Пластрон — жёлтого цвета.

## Образ жизни
Ведёт полуводный образ жизни. Часто проводит время среди растений и корней. Активна на рассвете и в сумерках. Питается рыбой, земноводными, насекомыми, моллюсками и кольчатыми червями. В жаркое время прячется, зарывшись в ил.

## Размножение
Спаривание происходит в воде, после чего самка откладывает в ямку на берегу от 2 до 9 белых эллипсообразных яиц.

## Распространение
Обитает в южной Мексике, Центральной Америке, Колумбии, Эквадоре, Венесуэле, Гайане, Суринаме, Гвиане, Бразилии, Перу, Боливии, Парагвае, северной Аргентине. Встречается также на острове Тринидад.

## Подвиды
- Kinosternon scorpioides abaxillare Baur, 1925
- Kinosternon scorpioides albogulare Duméril & Bocourt, 1870
- Kinosternon scorpioides cruentatum Duméril & Bibron, 1851
- Kinosternon scorpioides scorpioides (Linnaeus, 1766)